# Myrmarachne schenkeli
Myrmarachne schenkeli är en spindelart som beskrevs av Peng X., Li S. 2002. Myrmarachne schenkeli ingår i släktet Myrmarachne och familjen hoppspindlar. Inga underarter finns listade i Catalogue of Life.